# Kościół Najświętszego Serca Pana Jezusa w Zdziechowicach
Kościół Najświętszego Serca Pana Jezusa – rzymskokatolicki kościół parafialny w Zdziechowicach (gmina Gorzów Śląski), należący do parafii Najświętszego Serca Pana Jezusa w dekanacie Wołczyn, diecezji kaliskiej.

## Historia kościoła
Kościół zbudowany został w latach 1914–1916, w stylu neobarokowym, w miejsce drewnianego pochodzącego z XVI wieku, który został w 1939 roku przeniesiony do wsi Nasale. W tymże samym roku nastąpiła konsekracja świątyni.